# Oophagomyia plotnikovi
Oophagomyia plotnikovi är en tvåvingeart som beskrevs av Boris Borisovitsch Rohdendorf 1928. Oophagomyia plotnikovi ingår i släktet Oophagomyia och familjen köttflugor.
Artens utbredningsområde är Kazakstan. Inga underarter finns listade i Catalogue of Life.